# 1956 à Terre-Neuve-et-Labrador
Chronologie de Terre-Neuve-et-Labrador
- 1952
- 1953
- 1954
- 1955
- 1956
- 1957
- 1958
- 1959
- 1960

Cette page concerne des événements d'actualité qui se sont produits durant l'année 1956 dans la province canadienne de Terre-Neuve-et-Labrador.

## Politique
- Premier ministre : Joseph Smallwood
- Chef de l'Opposition :
- Lieutenant-gouverneur :
- Législature :

## Naissances
- Gerry Rogers, cheffe du Nouveau Parti démocratique de Terre-Neuve-et-Labrador.

## Décès
- 4 mai : Mina Hubbard, exploratrice du Labrador (*1870).